# Joseph Benz
Josef "Sepp" Benz, född 20 maj 1944 i Zürich, död 5 februari 2021 i Zürich, var en schweizisk bobåkare.
Benz blev olympisk guldmedaljör i tvåmansbob vid vinterspelen 1980 i Lake Placid.